# Leuggern
Leuggern (toponimo tedesco) è un comune svizzero di 2 143 abitanti del Canton Argovia, nel distretto di Zurzach.

## Storia
Dal suo territorio nel 1816 furono scorporate le località di Böttstein e Oberleibstadt, divenute comuni autonomi; nel 1902 la località di Jüppen, fino ad allora frazione di Leuggern, è stata assegnata al comune di Full-Reuenthal.

## Monumenti e luoghi d'interesse

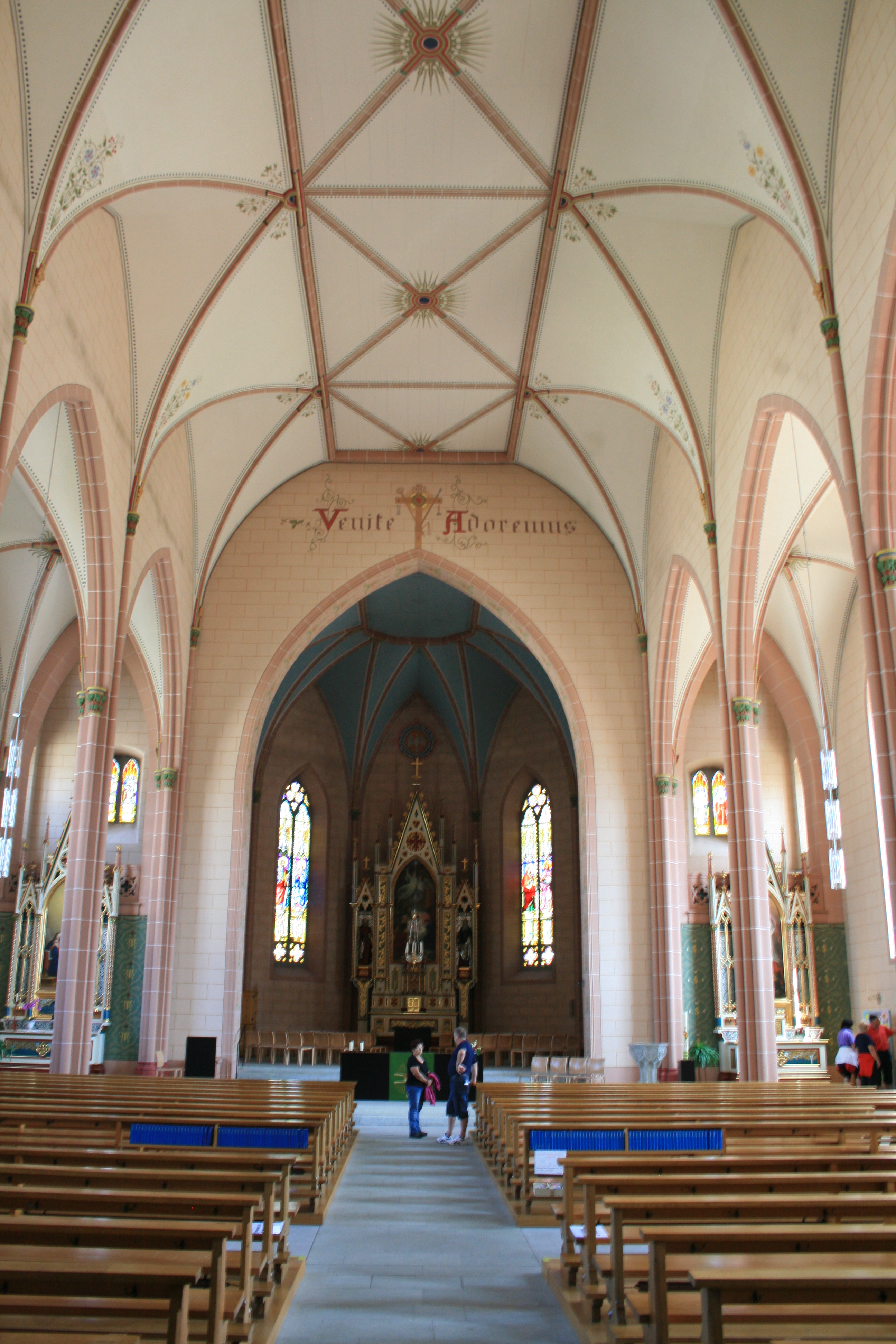
La chiesa cattolica dei Santi Pietro e Paolo

- Chiesa cattolica dei Santi Pietro e Paolo, attestata dal 1231 e ricostruita nel 1851-1853 da Caspar Joseph Jeuch[1].

## Società

### Evoluzione demografica
L'evoluzione demografica è riportata nella seguente tabella:
Abitanti censiti

## Geografia antropica

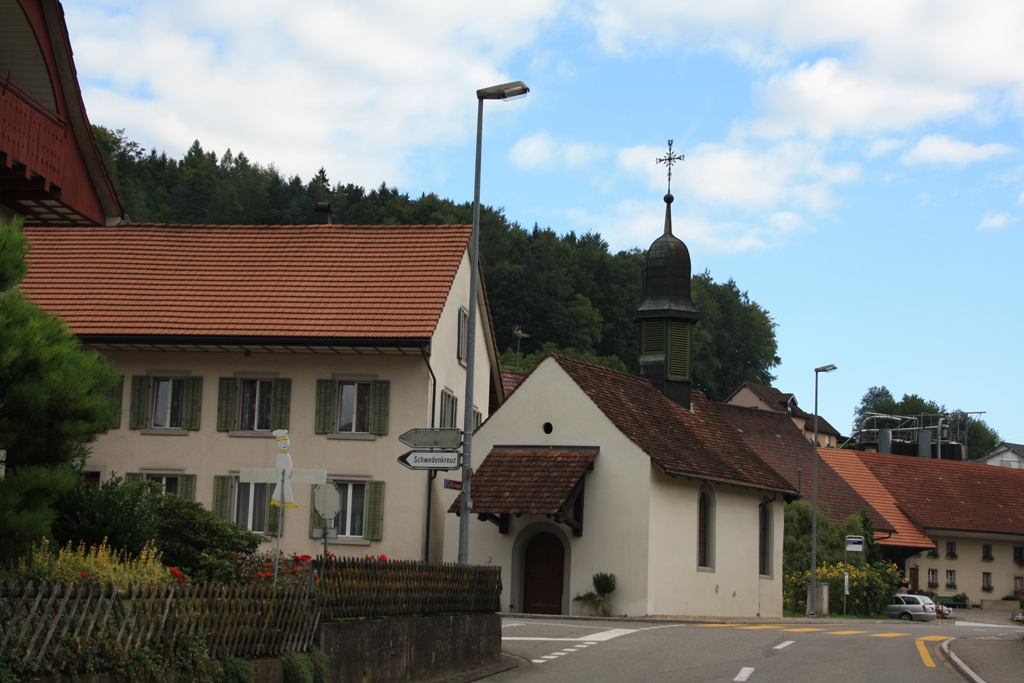
Hettenschwil

### Frazioni
- Etzwil
- Gippingen
- Hettenschwil
- Leuggern

### Località
- Fehrental
- Felsenau
- Hagenfirst
- Schlatt

## Amministrazione
Ogni famiglia originaria del luogo fa parte del cosiddetto comune patriziale e ha la responsabilità della manutenzione di ogni bene ricadente all'interno dei confini del comune; i cinque comuni patriziali corrispondenti al territorio comunale furono uniti nel 1971.

## Sport
Nella frazione di Gippingen si disputa ogni anno la corsa ciclistica denominata Grosser Preis des Kantons Aargau (Gran Premio del Canton Argovia).